# Asō Nozomi
Aso Nozomi (麻生希 (Ma Sanh Hi) sinh ngày 20 tháng 12 năm 1988 tại thành phố Yokohama, tỉnh Kanagawa, Nhật Bản) là một diễn viên AV joyū của Nhật Bản. Cô hiện đang làm việc cho công ty SOD STAR.

## Quá trình bắt đầu hoạt động nghệ thuật
- 27/04/2012 Trở thành gương mặt độc quyền của SOD STAR
- 01/05/2012 Được giới thiệu lần đầu trên trang web của công ty
- 10/05/2012 Bản Limited Edition bắt đầu được tung ra để quảng cáo gương mặt mới
- 18/05/2012 20:00 ~ 21:00 Có một buổi gặp mặt fan được phát sóng trực tiếp (phải đăng nhập Livechat SOD)
- 19/05/2012 22:00 ~ 00:45 Livechat miễn phí với Nozomi Aso
- 26/05/2012 15:00 Tại Chiyoda-ku, Tokyo bắt đầu mở Twitter
- 06/06/2012 Mở trang Sina Microblogging
- 07/06/2012 Ra mắt bộ phim AV đầu tiên với tự đề "[STAR-362] – Nozomi Aso – AV DEBUT"
- 09/06/2012 12:00 Tại Akihabara mở cuộc họp báo đầu tiên
- 10/06/2012 13:00 Xuất hiện tại hiệu sách nhiếp ảnh Nobunaga
- 15/06/2012 Tiếp tục mở Livechat trên trang web của SOD